# 3701 Пуркинє
3701 Пуркинє (3701 Purkyně) — астероїд головного поясу, відкритий 20 лютого 1985 року.
Тіссеранів параметр щодо Юпітера — 3,314.